# Стари момак (манга)
Стари момак (јап. ルーズ戦記 オールドボーイ, Loose Senki: Old Boy) је манга коју је написао Гарон Цучија, а илустровао Шинмеи Минегиши. Серијализовала се од 1996. до 1998. године у манга магазину Manga Action издавачке куће Футабаша. Поглавља су сакупљена у осам томова. У Србији, издавачка кућа Голконда преводи мангу од 2023. године.
Стари момак је трипут адаптиран у играни филм, у корејској, индијској и америчкој продукцији.

## Радња
Из непознатих разлога, Шинчи Гото је отет и заточен. Отмичаре не занимају његове молбе и питања, те Шинчи проводи дане тренирајући своје тело и ум како би могао да им се освети. Десет година касније, опет из непознатих разлога, пуштен је. Свет који је некада познавао му је сада стран. Пошто нема шта да изгуби, Шинчи започиње своју осветничку мисију, не знајући да његови отмичари још увек имају планове за њега.

## Франшиза

### Манга
Мангу Стари момак написао је Гарон Цучија, а илустровао Шинмеи Минегиши. Серијализовала се од 1996. до 1998. године у Футабашином манга магазину Manga Action. Поглавља су сакупљена у осам танкобона; први је изашао 28. маја 1997., а последњи 28. октобра 1998. године. Футабанша је 2007. године препаковала поглавља у пет томова.
Издавачка кућа Голконда је 14. јула 2023. године најавила да ће преводити Стари момак на српски језик.

#### Списак томова
| - 1. „Човек са спрата 7 ½” - 2. „Заседа за маторог” - 3. „Безимени” - 4. „Зло обузима, попут песме” - 5. „Признање” - 6. „Фоткање” - 7. „Непознати ожиљак” - 8. „Алијас: Јамашита” - 9. „На дну чиније” |

| - 10. „У потрази за змајем” - 11. „Пут ка змају” - 12. „Напокон... пурпурно плави змај” - 13. „Све испочетка” - 14. „Под надзором” - 15. „Потпуни обрт” - 16. „Неочекиван сусрет” - 17. „Назад у прошлост” - 18. „Мицуко” - 19. „Поновни сусрет” |

| - 20. „Брзо бирање” - 21. „Преко моста” - 22. „Важна питања” - 23. „У парампарчад” - 24. „Спаринговање” - 25. „Улаз у подземље” - 26. „Долазак гласника” - 27. „Саиђо, кључни лик” - 28. „Све дубље у лавиринт” - 29. „Прекретница” |

### Играни филмови
Манга је 2003. године адаптирана у популарни и високо награђивани истоимени корејски филм. Три године касније, филм је добио незванични римејк индијске продукције под називом Зинда. Филм је потом 2013. године добио званични, амерички римејк, настао у режији Спајка Лија.

## Пријем
Наслов је 2007. године добио Ајзнерову награду у категорији најбољег америчког издања јапанског штива. Едуардо Чавез (Mania.com) је у својој рецензији изјавио да „овакве приче постепено стварају невероватну параноју и драму“. Карло Сантос (Anime News Network) је похвалио цртеж и причу манге, али критковао развој ликова.

## Спољашњи извори
- Old Boy (манга) на веб-сајту